# アイスマン 宇宙最速の戦士
『アイスマン 宇宙最速の戦士』（アイスマン うちゅうさいそくのせんし、原題：冰封俠：時空行者（香港タイトル）、冰封侠：时空行者（大陸タイトル）英題： Iceman:The Time Traveler）はドニー・イェン主演の2018年に公開された香港・中国合作のSFファンタジーアクション映画。

## 解説
1989年のユン・ピョウ、マギー・チャン主演の香港映画『タイム・ソルジャーズ〜愛は時空（とき）を超えて〜』をベースにした作品として制作された。クランクインの時点では2部作になるというインフォメーションはなかったが、撮影中に前後編として公開されることが決定し、2014年に前編『アイスマン』が公開された。本作はその後編になる。

## ストーリー
雪崩に巻き込まれ400年もの間冷凍保存されていた明朝末期の錦衣衛だったホー・イン（ドニー・イェン）をはじめとする戦士たち。彼らは天竺から朝廷に運び込まれた「時空の金球」という秘かに残されたタイムマシンを現代で発見。それを巡り再び敵対することになる。ユン（サイモン・ヤム）とフー（ユー・カン）がまずタイムトラベルを果たし、生まれ故郷を救うためにホー・インと彼を手助けすることになった現代人のメイ（ホアン・シェンイー）が後を追う。
明では、ユンが宦官（チェン・カンタイ）と共謀し朝廷の転覆を図るために日本の倭寇を率いる北条将軍（倉田保昭）と手を組んでいた。ホー・インはそれを阻止せんと時を超え将軍らに戦いを挑むのだった。

## 出演
| 役名               | 俳優                         | 日本語吹替 |
| ------------------ | ---------------------------- | ---------- |
| ホー・イン（賀英） | ドニー・イェン（甄子丹）     | 大塚芳忠   |
| メイ（小美）       | ホアン・シェンイー（黄聖依） | 小林沙苗   |
| サッ・ゴウ（薩獒） | ワン・バオチャン（王寶強）   | 関口雄吾   |
| ユン・ロン（元龍） | サイモン・ヤム（任達華）     | 古澤融     |
| ニッ・フー（聶虎） | ユー・カン（喩亢）           | 山本兼平   |
| 北条将軍           | 倉田保昭                     | 樋浦勉     |
| ホー・インの母     | パウ・ヘイチン（鮑起靜）     |            |
| ユーナン（玉娘）   | ジャン・シューイン（江疏影） | 前田ゆきえ |
| 皇帝               | ウー・ジュンユー（呉俊余）   |            |
| 宦官               | チェン・カンタイ（陳觀泰）   |            |
| タン（鄧永根）     | ラム・シュー（林雪）         | 佐々健太   |

## スタッフ
- 監督 ：イップ・ワイマン（葉偉民）
- 製作総指  : ホアン・チェンシン（黄建新）
- 製作 ：マンフレッド・ウォン（文雋）、ペギー・リー（李錦文）
- アクション監督 ：イム・ワー（嚴華）
- スタント・コーディネーター ：ユー・カン（喩亢）
- 脚本 ：マンフレッド・ウォン（文雋）、ラム・フォン（林逢）
- 撮影 ：パーキー・チェン（陳楚強）、チョイ・スンファイ（黎耀輝）
- 音楽 ：江暉

## 主題歌
「時空行者」
詩：汪蘇瀧/李姝
曲：汪蘇瀧
歌：サイレンス・ワン（汪蘇瀧）